# Euchorthippus zhongtiaoshanensis
Euchorthippus zhongtiaoshanensis är en insektsart som beskrevs av Zheng, Z. och R. Lu 2002. Euchorthippus zhongtiaoshanensis ingår i släktet Euchorthippus och familjen gräshoppor. Inga underarter finns listade i Catalogue of Life.